# Bengt Bengtsson (militär)
Bengt Folke Bengtsson, född 30 september 1897 i Tåssjö församling, Kristianstads län, död 10 oktober 1977 i Oscars församling, Stockholm, var en svensk militär och författare. Han var yngre bror till författaren Frans G. Bengtsson.
Bengtsson blev fänrik vid Vendes artilleriregemente 1918, löjtnant vid Artilleristaben 1930, kapten 1932, vid Smålands artilleriregemente 1936, major där 1939 och vid luftvärnet samma år. År 1940 blev han major vid Generalstabskåren, var 1943–1946 chef för Göteborgs luftvärnskår och befordrades 1941 till överstelöjtnant och 1944 till överste. Från 1946 var han chef för Karlsborgs luftvärnsregemente. Bengtsson var 1940–1943 chef för Försvarsstabens luftvärnsavdelning och sakkunnig i Luftskyddsexpeditionen och Utrymningskommissionen, 1941 sakkunnig i fråga om hemförsvaret. År 1944 blev han ledamot av Krigsvetenskapsakademien och från 1958 var han anställd vid Försvarets forskningsanstalt.
Bengtsson blev guldmedaljör i gymnastik vid olympiska spelen 1920 i Antwerpen. Han utgav Vad var och en måste veta om bombanfall (1941) och Bombanfall och bombverkan (1943).